# Okenia pellucida
Okenia pellucida is een slakkensoort uit de familie van de Goniodorididae. De wetenschappelijke naam van de soort is voor het eerst geldig gepubliceerd in 1967 door Burn.